# Чхэ Сон Бэ
Чхэ Сон Бэ (кор. 채성배; род. 16 декабря 1968, Кванджу) — корейский боксёр, представитель тяжёлой весовой категории. Выступал за сборную Южной Кореи по боксу в конце 1980-х — первой половине 1990-х годов, бронзовый призёр чемпионата мира, победитель Азиатских игр, двукратный чемпион Азии, участник летних Олимпийских игр в Барселоне.

## Биография
Чхэ Сон Бэ родился 16 декабря 1968 года в городе Кванджу, Южная Корея.
Первого серьёзного успеха на взрослом международном уровне добился в сезоне 1989 года, когда вошёл в основной состав южнокорейской национальной сборной и выступил на чемпионате Азии в Пекине, где одолел всех оппонентов в зачёте тяжёлой весовой категории и завоевал золотую медаль.
В 1990 году одержал победу на Азиатских играх в Пекине. Принял участие в матчевой встрече со сборной США в Сеуле, уступив со счётом 1:2 американскому боксёру Хавьеру Альваресу.
Был лучшим на азиатском первенстве 1991 года в Бангкоке, в то время как на чемпионате мира в Сиднее стал бронзовым призёром, проиграв в полуфинале тяжёлого веса голландцу Арнольду Вандерлиде.
В 1992 году отметился выступлением на турнире AIBA Challenge Matches в Тампе, где в первом раунде досрочно проиграл титулованному кубинцу Феликсу Савону. Благодаря череде удачных выступлений удостоился права защищать честь страны на летних Олимпийских играх в Барселоне — в первом же поединке категории до 91 кг встретился с Арнольдом Вандерлиде и потерпел от него поражение со счётом 13:14, сразу же выбыв из борьбы за медали.
После барселонской Олимпиады Чхэ остался в составе боксёрской команды Южной Кореи и продолжил принимать участие в крупнейших международных соревнованиях. Так, в 1994 году он боксировал на Азиатских играх в Хиросиме, где сумел дойти в тяжёлом весе до стадии четвертьфиналов.